# Hoquei sobre herba als Jocs Olímpics d'Estiu del 2000
Als Jocs Olímpics d'Estiu del 2000 celebrats a la ciutat de Sydney (Austràlia) es disputaren dues competicions d'hoquei sobre herba, una en categoria masculina i una altra en categoria femenina. La competició es disputà entre els dies 16 i 30 de setembre del 2000 al State Hockey Centre.

## Comitès participants
Hi participaren un total de 350 jugadors d'hoquei, entre ells 191 homes i 159 dones, de 15 comitès nacionals diferents:
| Categoria masculina - Alemanya - Argentina - Austràlia - Canadà - Corea del Sud - Espanya - Índia - Països Baixos - Polònia - Malàisia - Pakistan - Regne Unit |  | Categoria femenina - Alemanya - Argentina - Austràlia - Corea del Sud - Espanya - Nova Zelanda - Països Baixos - Regne Unit - Sud-àfrica - R.P. de la Xina |

## Resum de medalles
| Prova                  | Or | Argent | Bronze |
| Hoquei masculí Detalls | Països BaixosRonald Jansen · Erik Jazet · Wouter van Pelt · Bram Lomans · Diederik van Weel · Stephan Veen · Jeroen Delmee · Jacques Brinkman · Remco van Wijk · Teun de Nooijer · Jaap-Derk Buma · Peter Windt · Sander van der Weide · Piet-Hein Geeris · Marten Eikelboom    | Corea del SudKim Yoon · Ji Seong-Hwan · Seo Jong-Ho · Kim Chel-Hwan · Kim Yong-Bae · Han Hyung-Bae · Kim Kyung-Seok · Kim Jung-Chul · Song Seung-Tae · Kang Keon-Wook · Kong Keon-Wook · Hwang Jong-Hyun · Lim Jung-Woo · Jeon Jong-Ha · Jeon Hong-Kwon · Yeo Woon-Kon · Lim Jong-Chun                         | AustràliaMichael Brennan · Adam Commens · Jason Duff · Troy Elder · James Elmer · Damon Diletti · Lachlan Dreher · Paul Gaudoin · Jay Stacy · Daniel Sproule · Stephen Davies · Michael York · Craig Victory · Stephen Holt · Matthew Wells · Brent Livermore |
| Hoquei femení Detalls  | AustràliaAlyson Annan · Juliet Haslam · Alison Peek · Claire Mitchell-Taverner · Kate Starre · Kate Allen · Lisa Carruthers · Rechelle Hawkes · Clover Maitland · Rachel Imison · Angie Skirving · Julie Towers · Renita Farrell · Jenny Morris · Katrina Powell · Nikki Hudson | ArgentinaMariela Antoniska · Agustina Garcia · Magdalena Aicega · María Paz Ferrari · Anabel Gambero · Ayelén Stepnik · Inés Arrondo · Luciana Aymar · Vanina Oneto · Jorgelina Rimoldi · Karina Masotta · Paola Vukojicic · Laura Maiztegui · Mercedes Margalot · María de la Paz Hernández · Cecilia Rognoni | Països BaixosJulie Deiters · Fatima Moreira de Melo · Hanneke Smabers · Dillianne van den Boogaard · Margje Teeuwen · Mijntje Donners · Ageeth Boomgaardt · Myrna Veenstra · Minke Smabers · Carole Thate · Fleur van de Kieft · Minke Booij · Daphne Touw    |

## Medaller
| Posició | País          | Or | Argent | Bronze | Total |
| 1       | Austràlia     | 1  | 0      | 1      | 2     |
| 1       | Països Baixos | 1  | 0      | 1      | 2     |
| 3       | Argentina     | 0  | 1      | 0      | 1     |
| 3       | Corea del Sud | 0  | 1      | 0      | 1     |